# Estelle
Estelle, właściwie Estelle Swaray (ur. 18 stycznia 1980 w Londynie) – brytyjska wokalistka muzyki rhythm and blues.

## Dyskografia
| The 18th’s Day                          | - Data: 18 października 2004 - Wydawca: V2 Records         | –  | –  | –  | –  | –  |
| Shine                                   | - Data: 29 kwietnia 2008 - Wydawca: Atlantic Records       | 38 | 18 | 53 | 61 | 29 |
| All of Me                               | - Data: 28 lutego 2012 - Wydawca: Atlantic Records         | 28 | –  | –  | –  | –  |
| True Romance                            | - Data: 17 lutego 2015 - Wydawca: Established 1980 Records | –  | –  | –  | –  | –  |
| Lovers Rock                             | - Data: 7 września 2018 - VP Records                       |    |    |    |    |    |
| „–” oznacza, że album nie był notowany. |                                                            |    |    |    |    |    |

## Nagrody i wyróżnienia
| Rok  | Kategoria                   | Tytułem                               | Nagroda        | Nota | Źródło |
| ---- | --------------------------- | ------------------------------------- | -------------- | ---- | ------ |
| 2008 | Best Rap/Sung Collaboration | „American Boy” (Estelle & Kanye West) | Nagroda Grammy | Laur | [ 11 ] |